# درسدنر فيركهرسبيتريبي
درسدنر فيركهرسبيتريبي أيه جي (DVB) هي شركة النقل البلدية لمدينة درسدن في ألمانيا. وهي شركة عضو في جمعية النقل رابطة أوبرلبي للتأمين التي تدير هيئة النقل العام المشترك لمدينة درسدن والمناطق المحيطة بها. تدير الشركة شبكة ترام درسدن التي تضم 12 خط ترام، ويبلغ طول الخط الإجمالي حوالي 210 كيلومتر (130.5 ميل) ويبلغ إجمالي طول الطريق 132.7 كيلومتر (82.5 ميل) (اعتبارًا من 2008)، و28 خطًا للحافلات، بطول إجمالي للخطوط يبلغ حوالي 306 كيلومتر (190.1 ميل). وهي مسؤولة أيضًا عن خطين للسكك الحديدية المعلقة وثلاث عبارات عبر نهر إلبه.
تنقل شبكة درسدنر فيركهرسبيتريبي حوالي 142 مليون رحلة ركاب كل عام. حيثُ حققت في عام 2007 إيرادات بلغت 96.5 مليون يورو، وهو ما يغطي 76% من التكاليف.

## معرض الصور

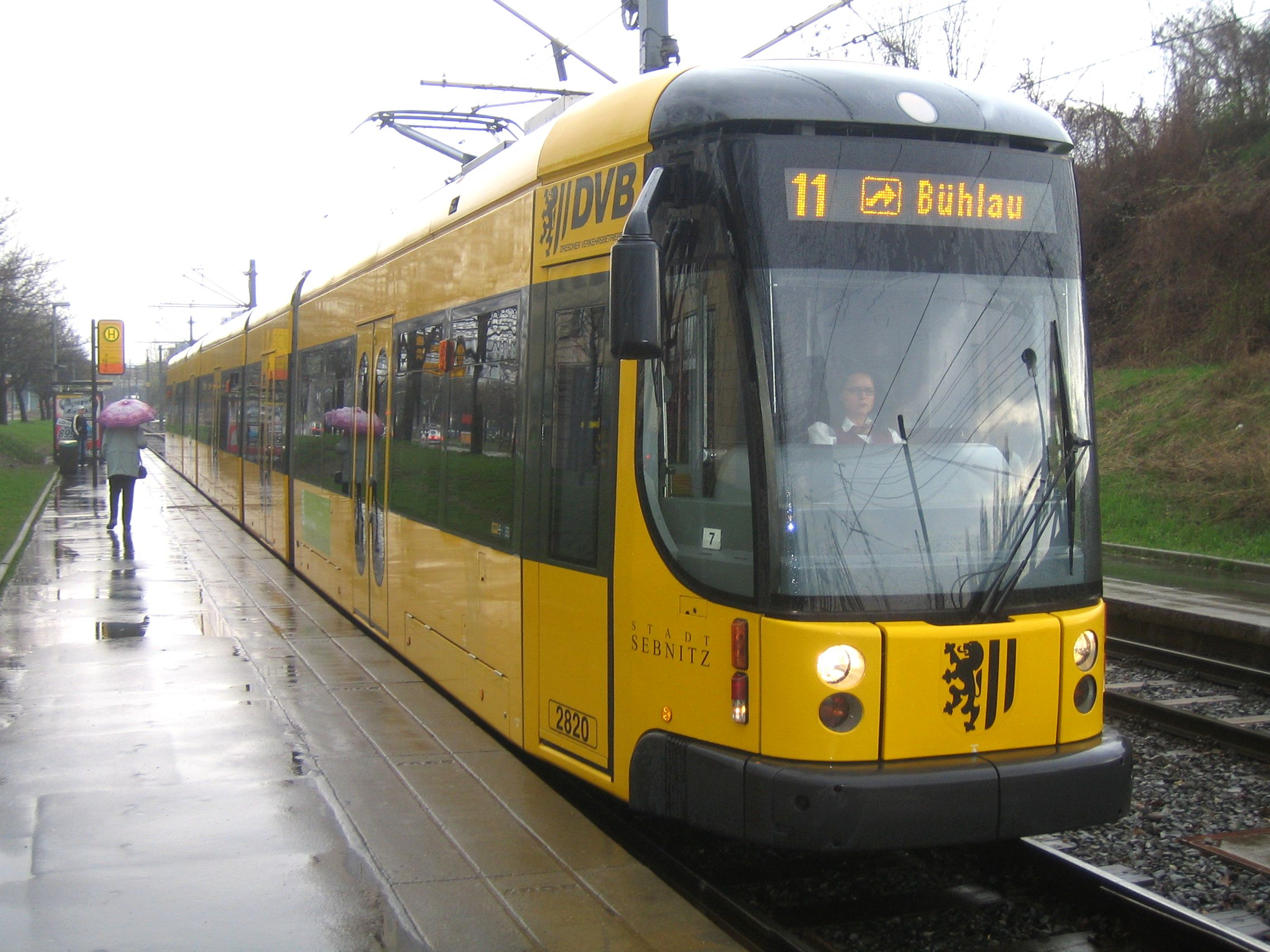
أطول الترام يسجل رقما قياسيا في الطول
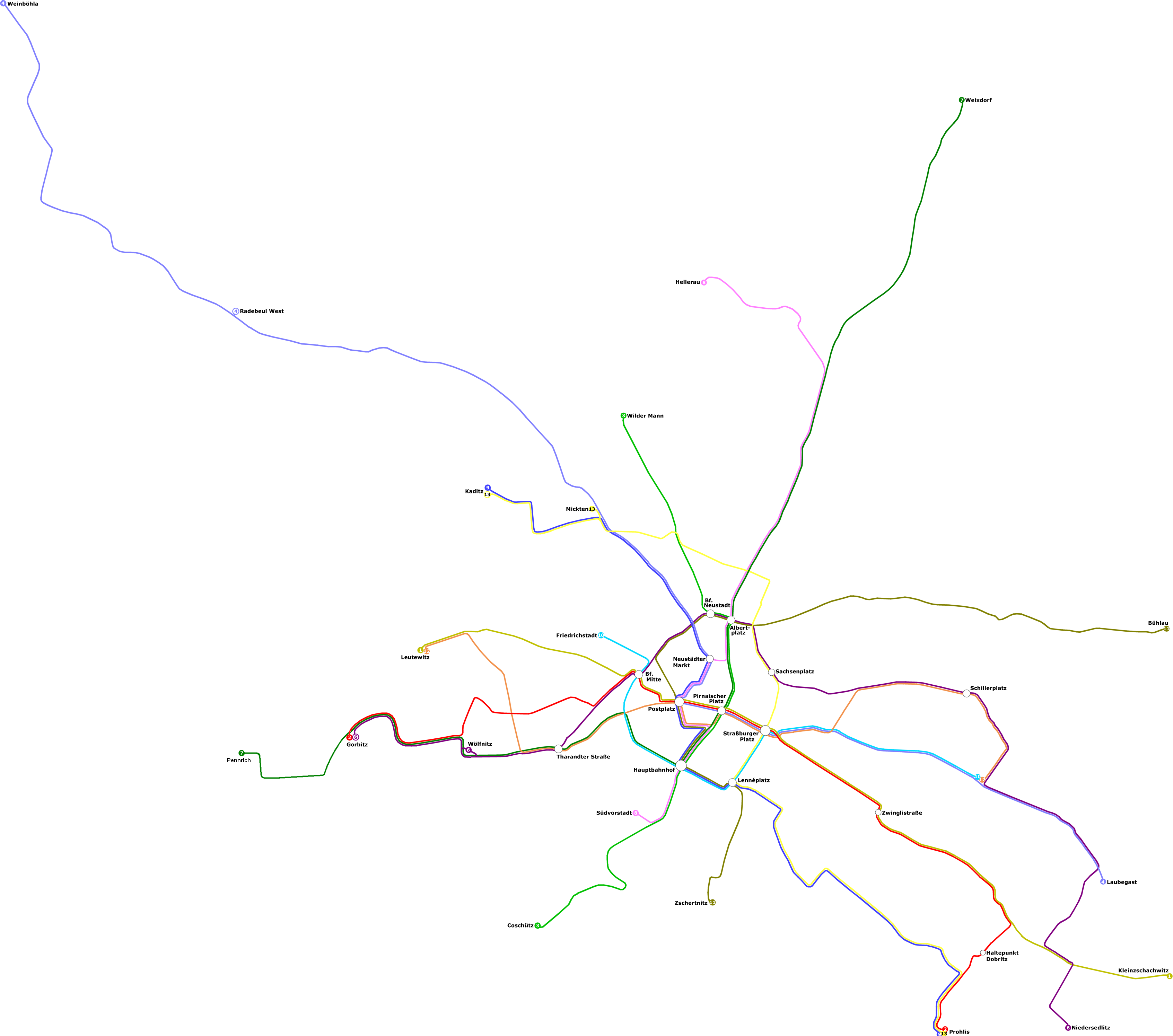
شبكة الترام اعتبارًا من ديسمبر 2008
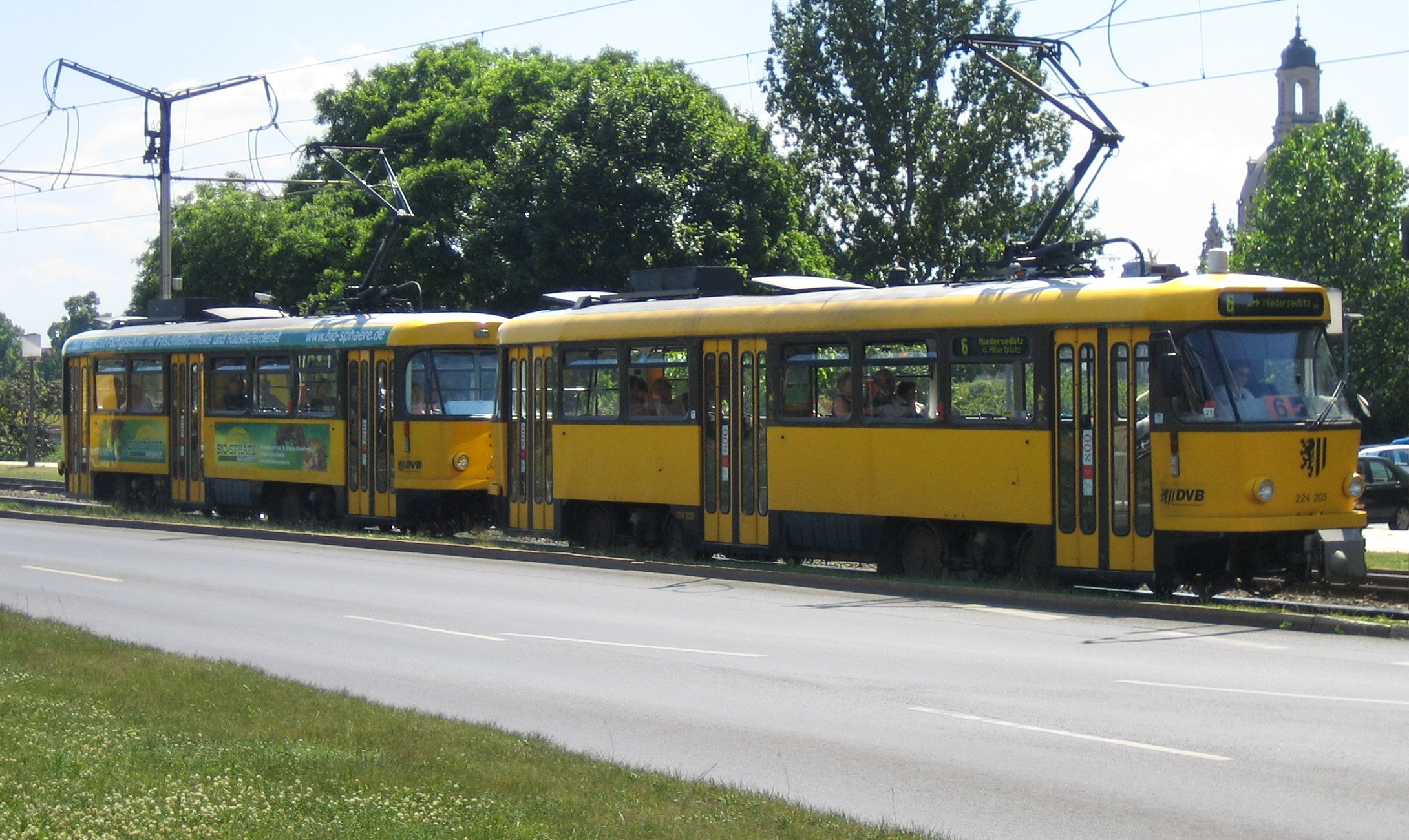
مجموعة ترام تاترا T4 ذات سيارتين
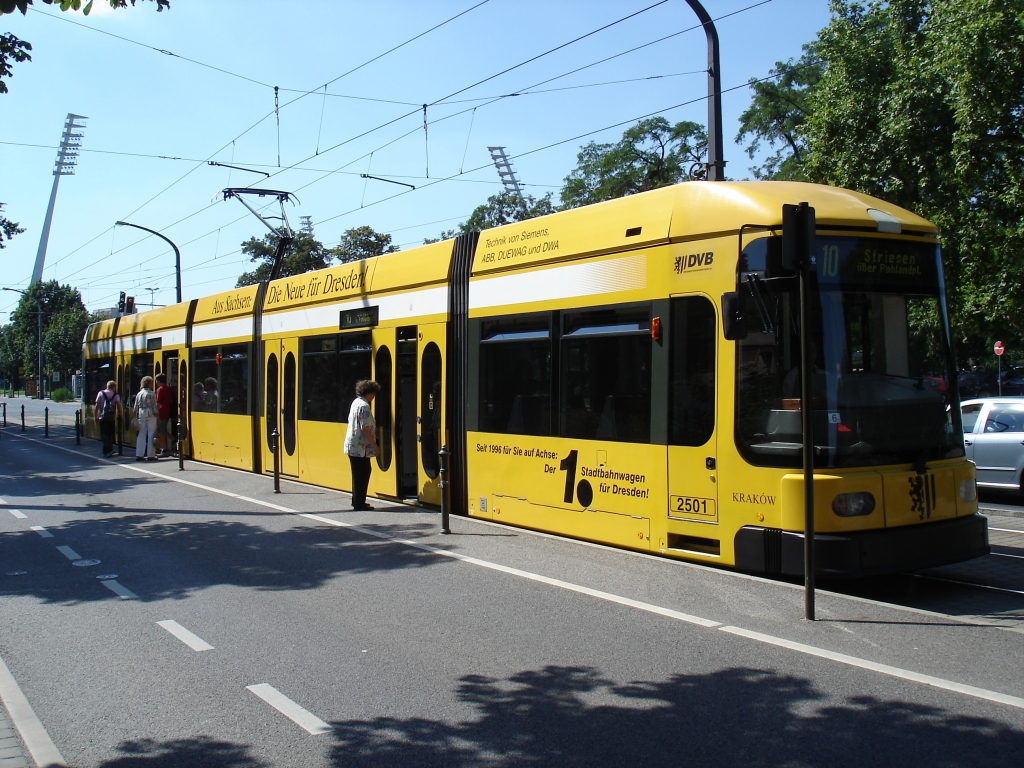
عربة دي دبليو سداسية المحاور عند محطة الترام؛ لاحظ مستوى الركوب بين المحطة والعربة
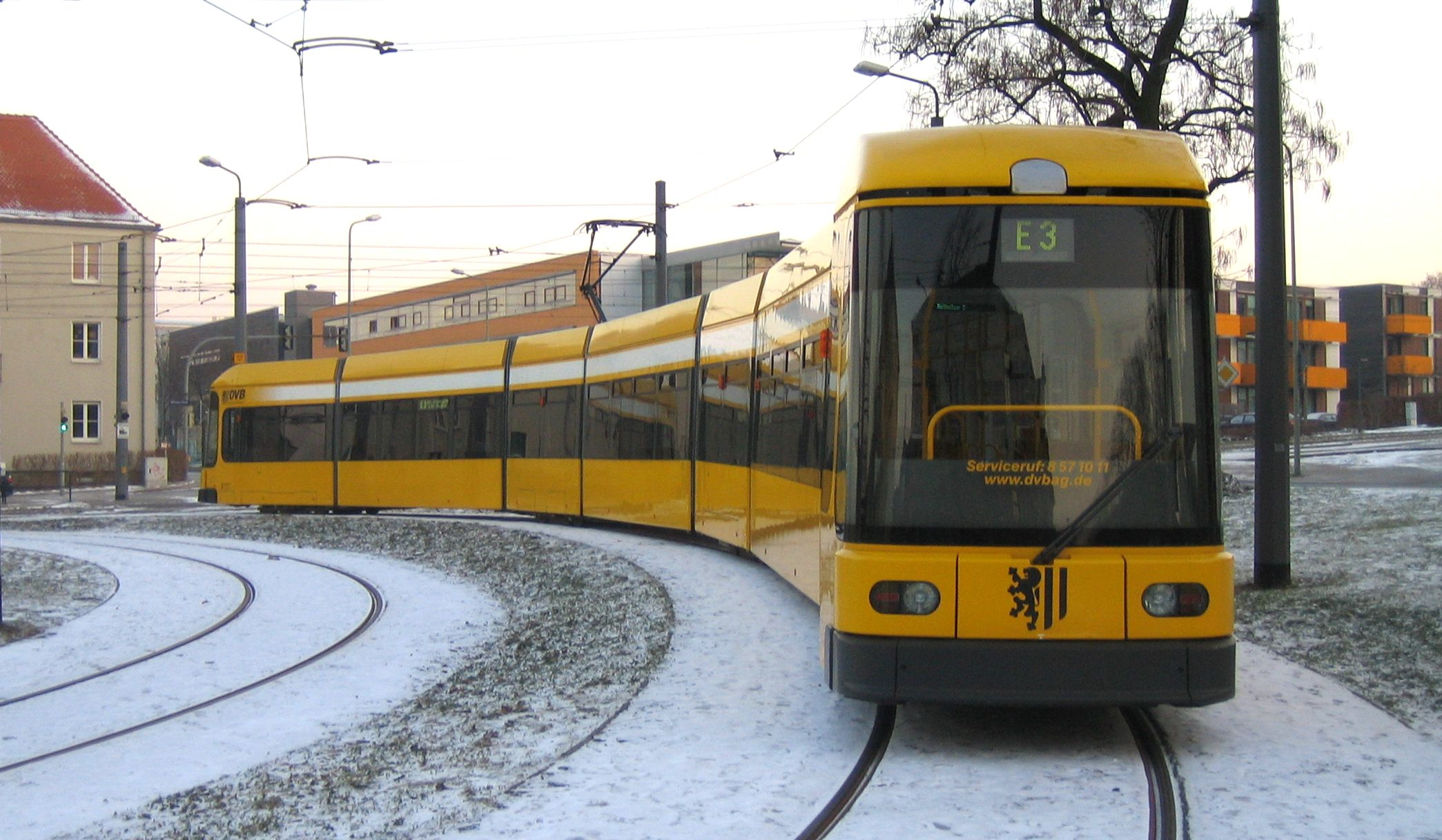
سيارة دي دبليو ذات 8 محاور في الثلج
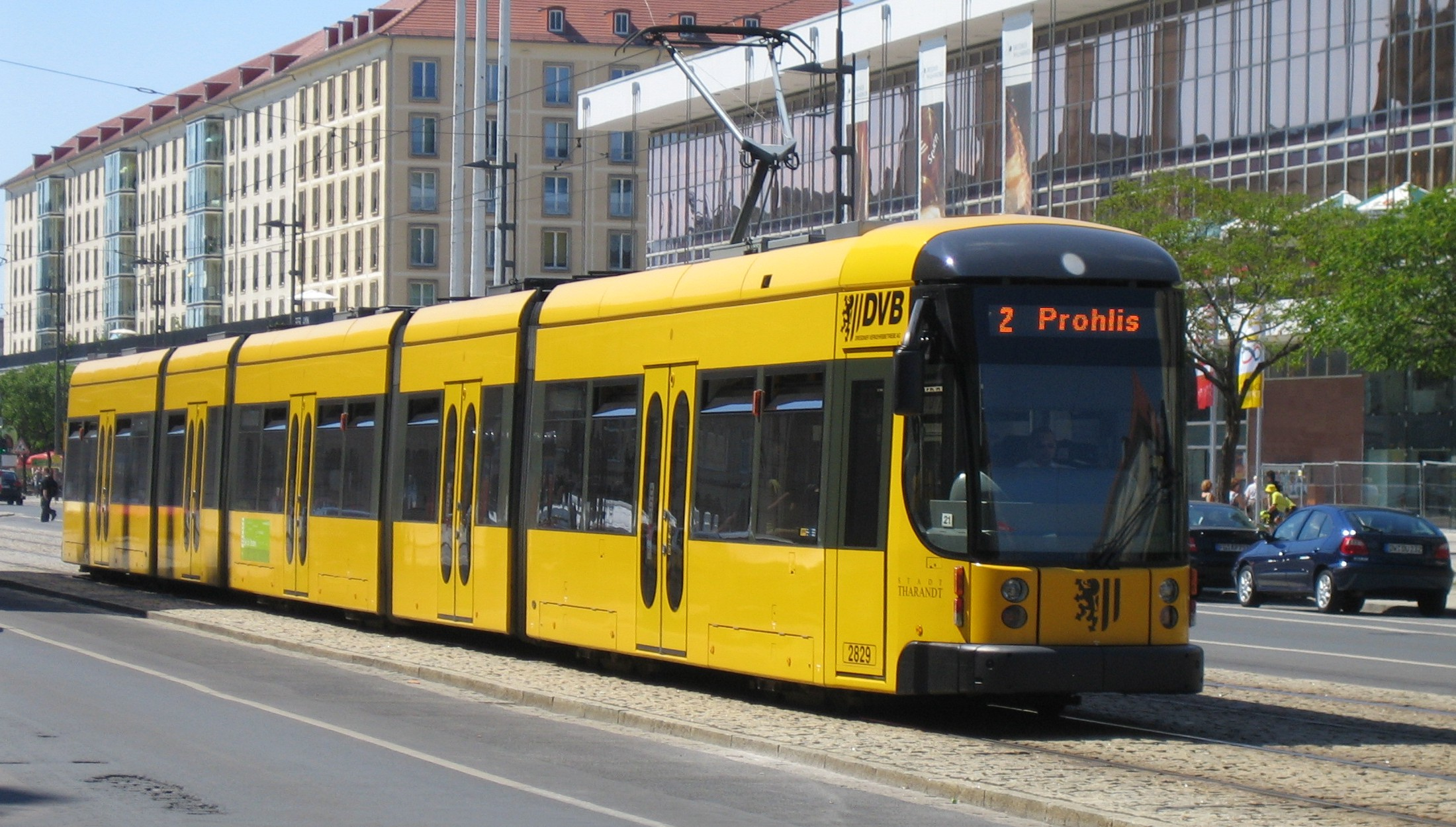
سيارة بومباردييه ذات 12 محورًا في ألتماركت في وسط المدينة
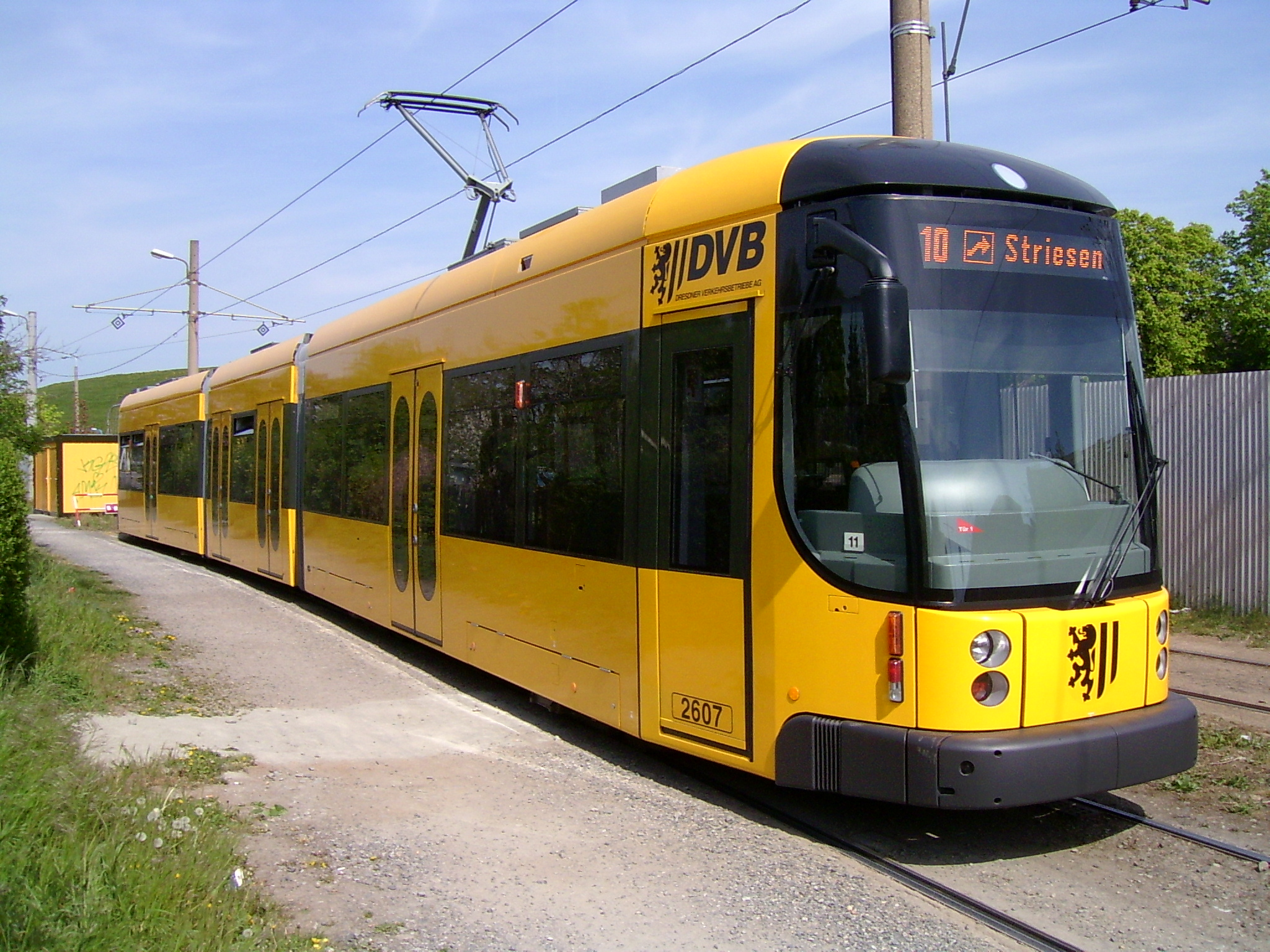
عربة بومباردييه ذات 8 محاور في محطة فريدريششتات
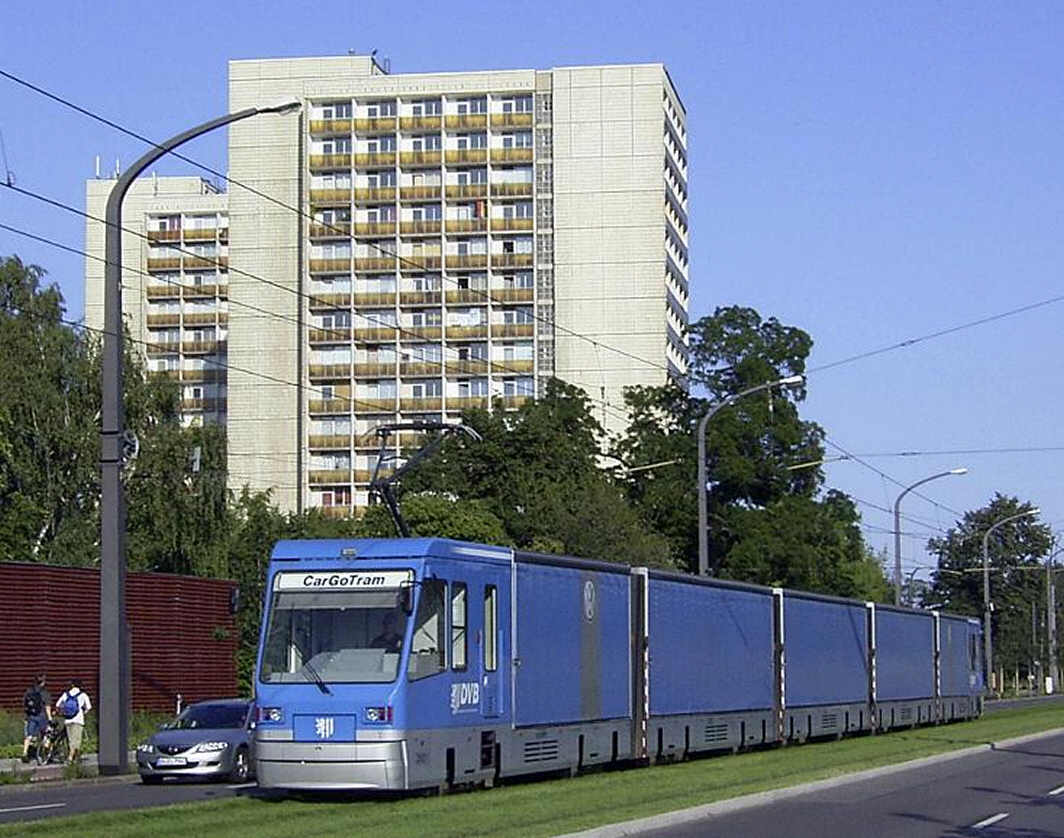
عربة كار جو ترام على أحد أقسام المسار العشبية
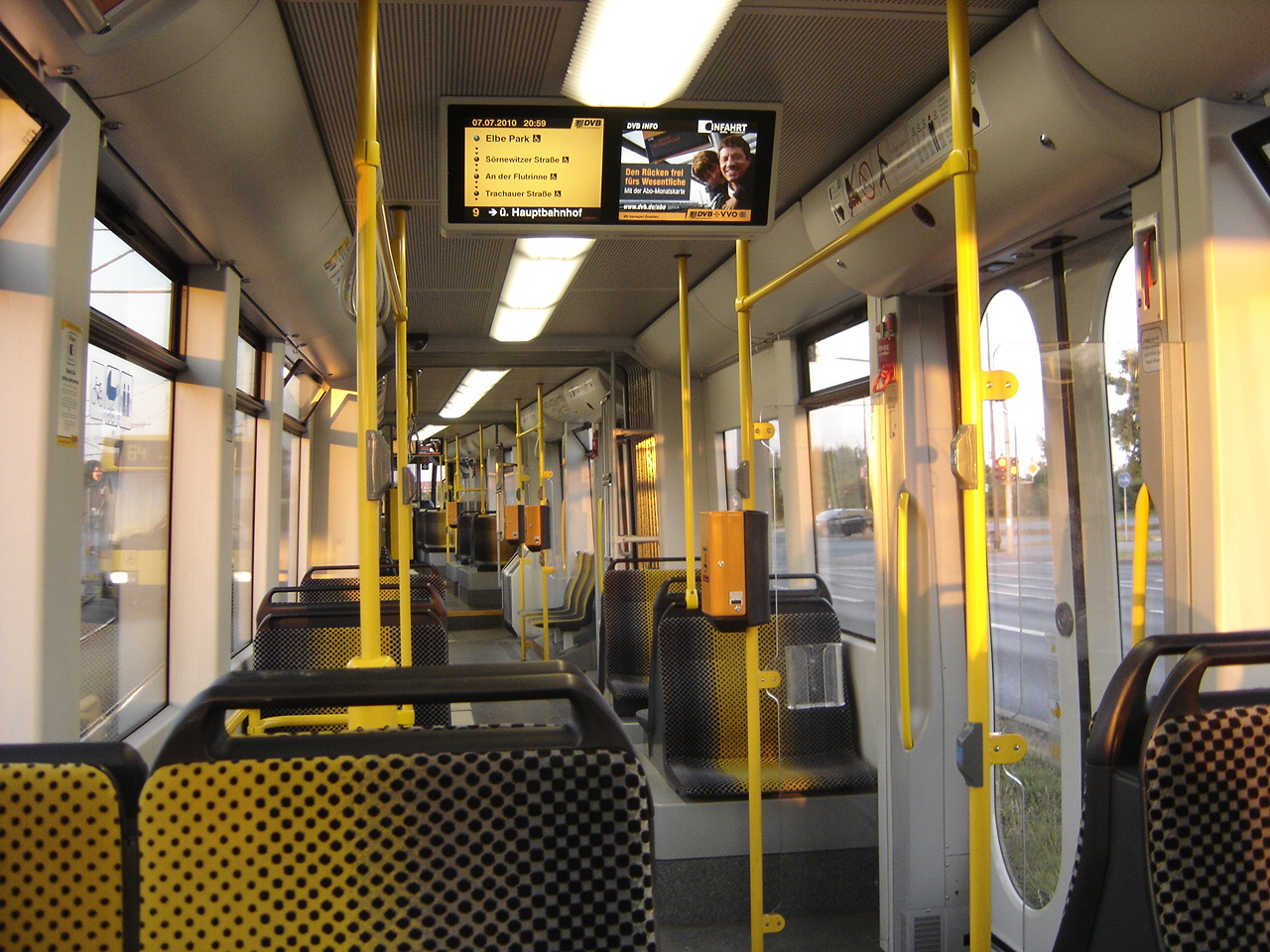
الترام من الداخل
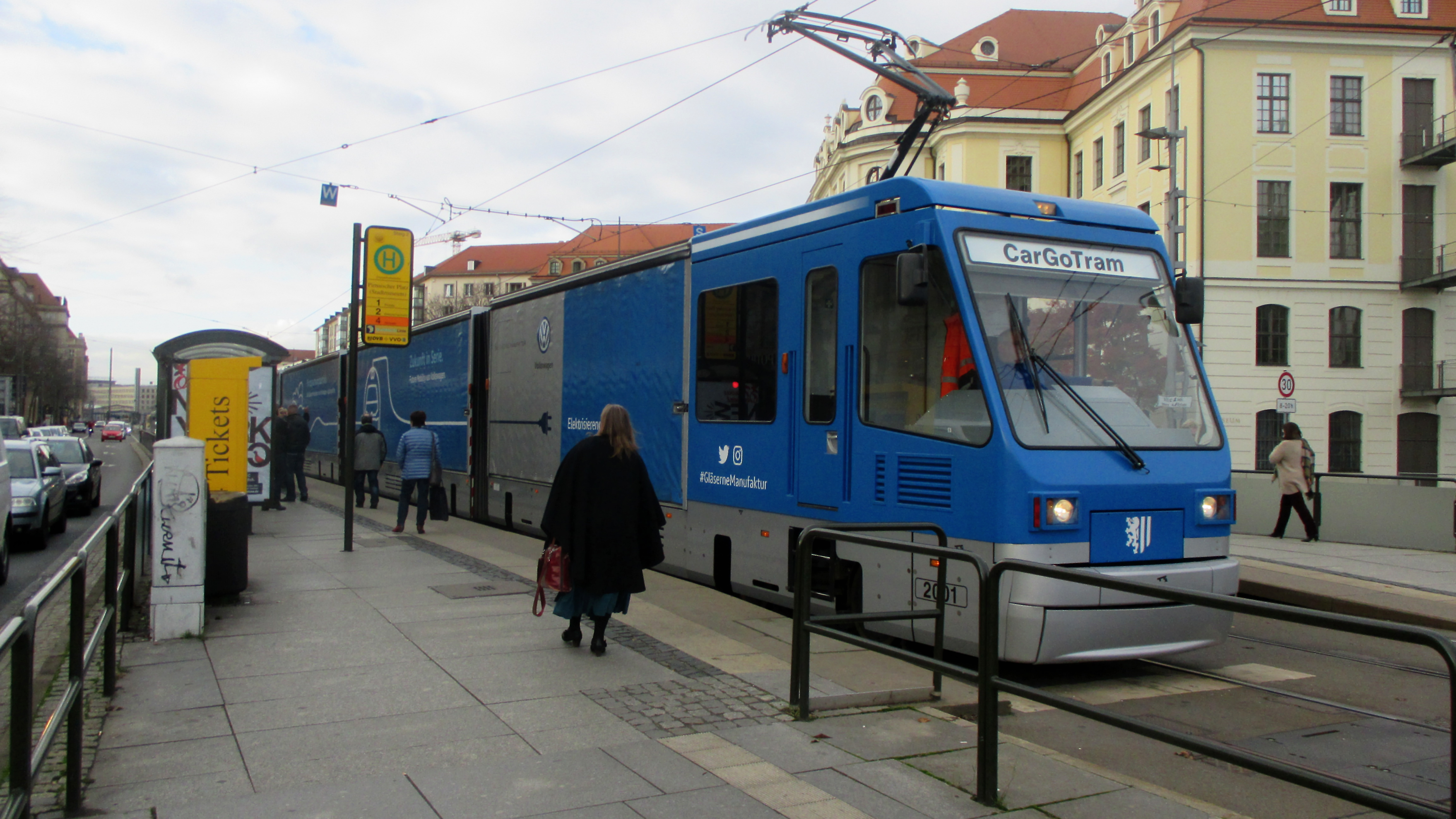
كارجو ترام - بيرنايشر بلاتز - دريسدن
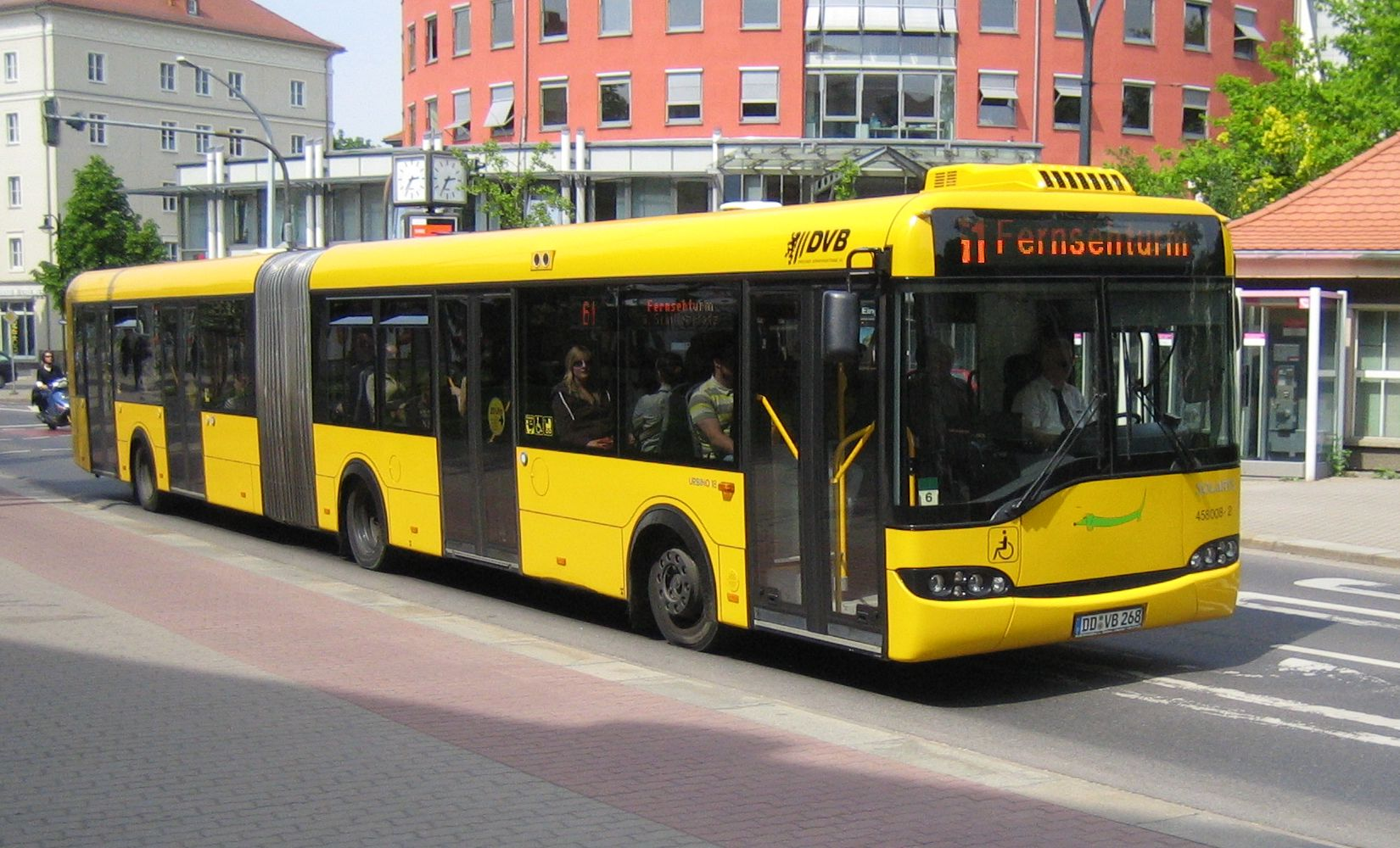
حافلة مفصلية سولاريس أوربينو 18 على الطريق 61
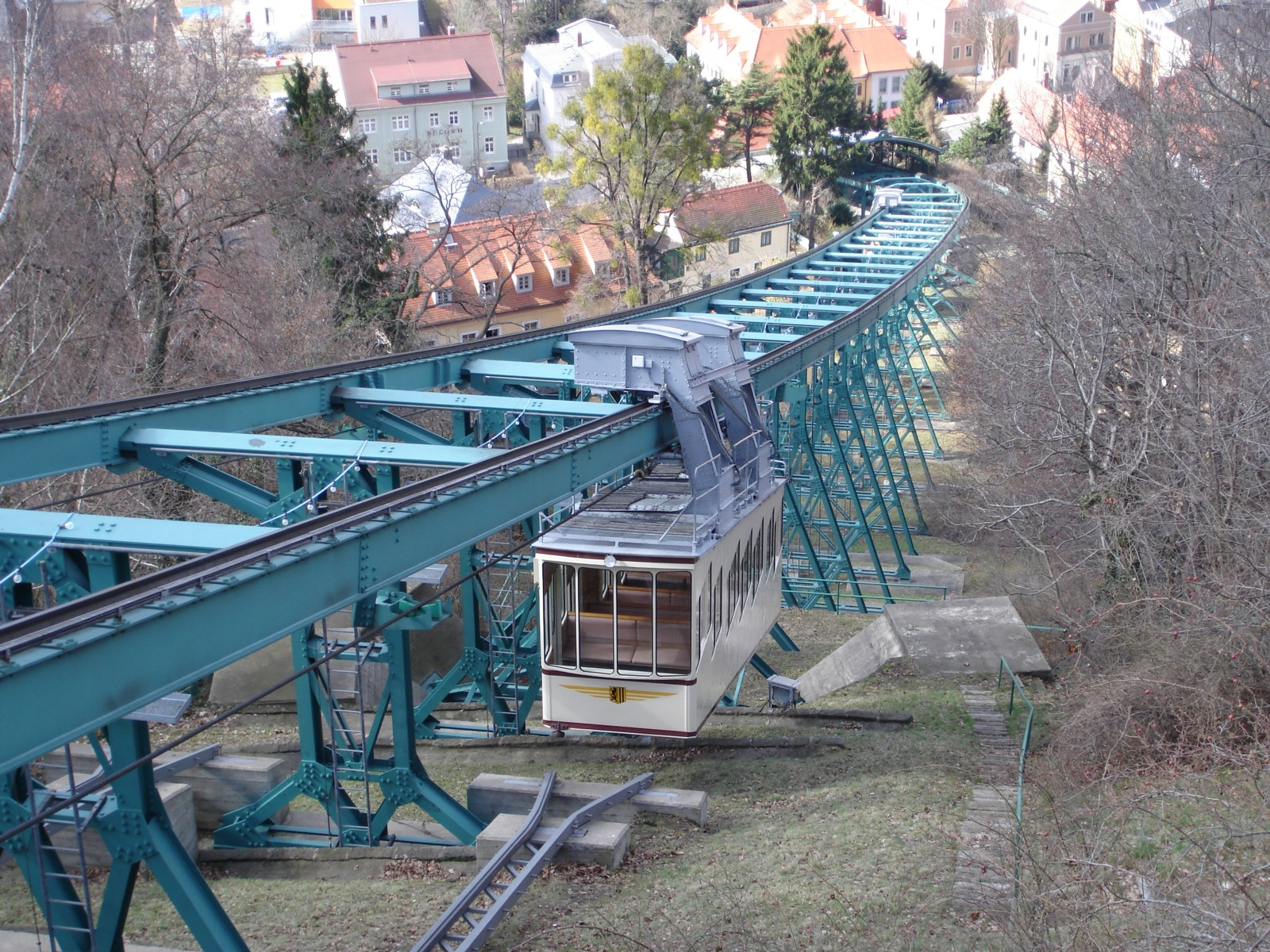
قطار شويبيبان دريسدن
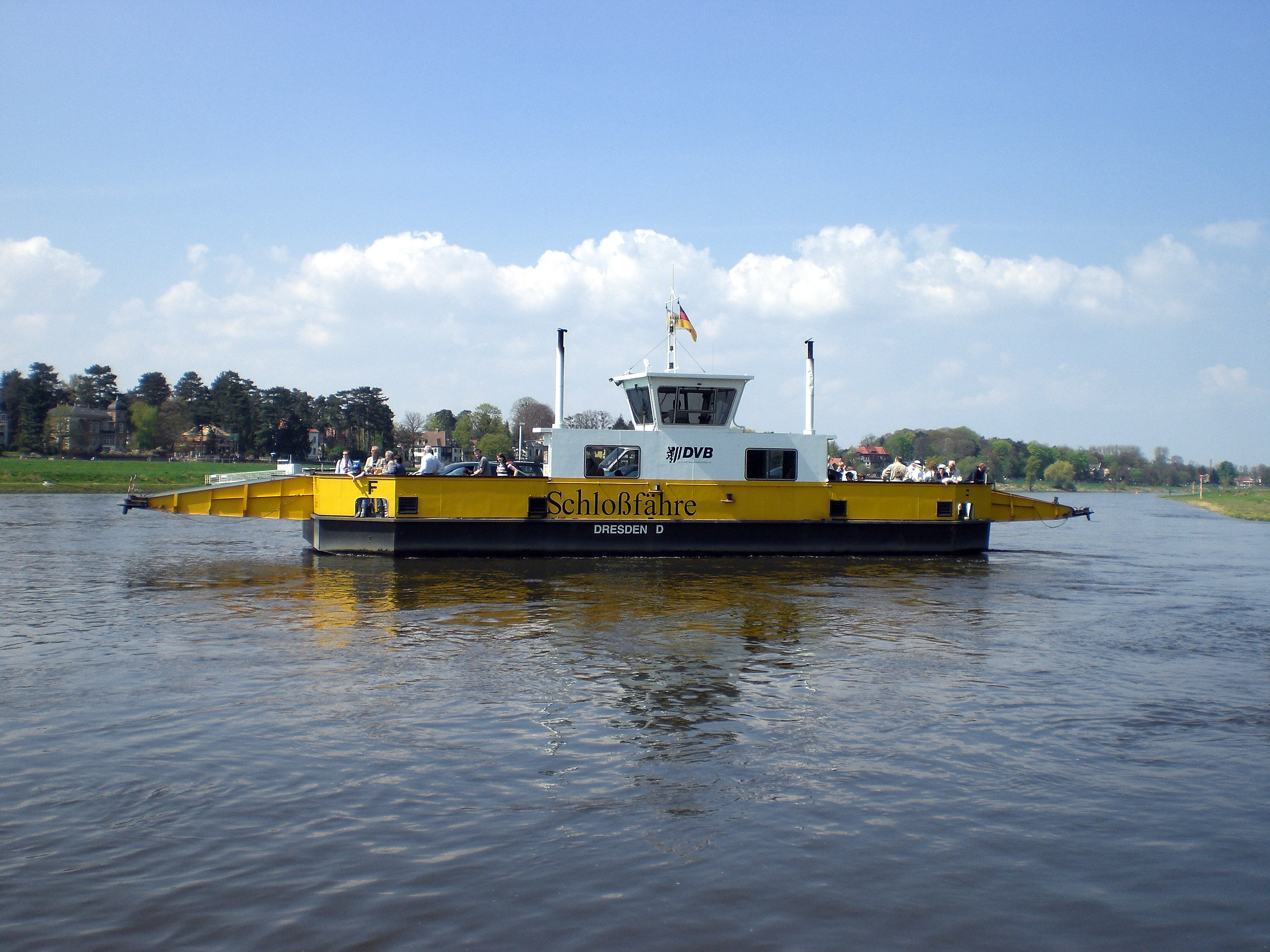
العبارة من بيلنيتز إلى كلاينزشاشويتز

## روابط خارجية
- صفحة ويب DVB تحتوي على خرائط الطرق وأعمال البناء والحقائق والأخبار والمزيد
- تاريخ خطوط الترام
- مجموعة صور لأنواع مختلفة من الترام
- الفئة:Straßenbahn im Dresdner Stadtwiki